# X戰警：天啟
《X战警：天启》（英語：X-Men: Apocalypse）是一部於2016年上映的美国超级英雄电影，改編自漫威漫畫旗下的同名超級英雄團體X戰警。本片為2014年電影《X戰警：未來昔日》的續集，亦是X戰警系列電影的第九部作品，故事的時間點設定於《X戰警：未來昔日》中1973年的10年後。本片由布莱恩·辛格执导，賽門·金柏格撰寫劇本，與丹·哈里斯、麥可·道格堤和辛格提供故事，並由詹姆斯·麦卡沃伊、 麥可·法斯賓達、休·傑克曼、詹妮弗·劳伦斯、尼古拉斯·霍尔特、蘿絲·拜恩、奧斯卡·伊薩克、泰·謝里丹、蘇菲·特納、奧莉薇亞·孟恩和盧卡斯·提爾主演。
電影於2015年4月27日在加拿大的蒙特婁開始拍攝。二十世紀福斯將本片定於2016年5月27日在美國上映。

## 劇情
西元前3600年，被世人稱作「天啟」的變種人祖宗恩·沙巴·奴爾統治古埃及，被人類集體膜拜為「神」，長久以來靠轉移意識至年輕變種人軀體而長生不老，由此累積各式各樣的變種能力。直到一群受盡他統治的法老侍衛在他進行意識轉移的儀式當天發動起義，破壞金字塔地基來將他活埋。天啟身邊的四名變種人騎士死前用能力守住他的新軀體，使天啟倖免於難且陷入沉睡，其歷史從此被抹除。
1983年，人類和變種人和平共處十年，在埃及開羅仍存有一小部分膜拜天啟的狂熱份子，他們挖出其墓穴帶進大量陽光，讓天啟得以甦醒重見天日。他走出去不久遇到以偷竊為生的變種人奧洛羅·夢洛，其能夠控制氣象。天啟透過她的電視瞭解現今社會的歷史，靠觸碰來提升奧洛羅的能力，將她作為自己的第一位騎士。瑞雯·達克霍自從在華盛頓的壯舉後成為變種人的模範，她於柏林的地下格鬥場救出一名能瞬間移動的男孩寇特·華格納，通過黑市經營者卡利班的偽造身份而將他偷渡至美國，安頓在查爾斯·賽維爾的變種人學院。而查爾斯的前戰友亞歷克斯·桑瑪斯將他同是變種人的弟弟史考特也送到學校，其眼睛會失控性地發射強大激光，查爾斯便給他一副深色墨鏡抑制住，他跟一位有強大心電感應能力的女孩琴·葛雷成為朋友。
天啟找上卡利班尋找其他變種人，相繼招募卡利班的女保鏢靈蝶、以及長著翅膀的格鬥場選手天使作為第二和第三騎士。而如今隱姓埋名回到家鄉波蘭成家立業的艾瑞克·藍歇爾，一日在他工作的煉鐵廠中為了救一個將被砸死的同事而不慎暴露身份，導致本地警察前來追捕他。艾瑞克的年幼女兒妮娜遺傳到動物控制能力，開始操縱鳥群對警察攻擊。在混亂中，艾瑞克的妻女雙雙被一支弓箭意外殺死，而艾瑞克在悲憤下殺光所有警察，回工廠準備找告密的同事算賬。但天啟趕到僅輕輕抬手就幫艾瑞克殺光在場人士，藉由艾瑞克的憤怒提升其能力，讓他自願協助自己創立新的世界。
查爾斯為了調查世界發生的怪異現象，來到中情局接見曾經的夥伴兼女友莫伊拉·瑪塔格；其記憶先前被查爾斯抹除。查爾斯剛將她請回學校作為顧問，得知艾瑞克被發現的消息後決定靠腦波強化機尋找他。艾瑞克由於執意要對人類復仇而不聽勸阻，但天啟感覺到查爾斯的訊號後，靠反制入侵來控制住查爾斯，迫使讓他用遠程遙控將世界所有的核武器全部發射至太空中，藉以防止人類干擾自己的計畫。眾人將失控的強化機摧毀後，天啟等人到場抓走查爾斯，亞歴克斯為了阻止對方而發射能量，卻不慎打中戰機的引擎而炸毀整座校園。
彼得·馬克西莫夫得知自己是艾瑞克的“私生子”，來到校園打算問一些關於父親的事情，注意到爆炸後快速將所有人疏散出校園，但最靠近爆炸的亞歴克斯仍因此陣亡。威廉·史崔克帶領軍隊來到校園，捕獲瑞雯、漢克、彼得、和莫伊拉，將其他學生留在原地。躲在遠處的琴、史考特和寇特則以隱形方式跟著他們上飛機，一路跟到位於亞克萊湖旁的軍事基地。史崔克用不久前發射所有核武器的事情歸為變種人起義，對瑞雯等人進行審問，琴等人為了救出他們，只能釋出一個被稱為「X武器」且雙手擁有金鋼爪的神秘男子，讓他殺光基地中大部分軍方。但琴用心靈感應恢復男子大腦中的部分記憶，並讓他想起自己的名字為羅根。在基地發生混亂之下，史崔克搭飛機離開，瑞雯等人也被琴等人救出。所有人為了阻止天啟與拯救查爾斯，於是換上基地中的戰服，並搭乘軍方戰機前往。
天啟帶領騎士摧毀開羅後重新建立金字塔，打算將意識轉移至查爾斯的軀體中以得到他的思想控制能力。艾瑞克開始扭轉地球磁極，造成世界各地出現災難與傷亡，查爾斯暗中對琴發出求救感應，而所有X戰警們到場和四騎士對決。查爾斯在轉移過程中失去頭髮，寇特擊敗天使後，在千鈞一髮之際將查爾斯轉移走，使得天啟在轉移未完成之下回到原來的軀體。在瑞雯的影響下，艾瑞克和奧洛羅領略到天啟過於殘酷而同樣決定背叛他，所有人合力對抗天啟，而查爾斯則運用轉移的連結透過自身的能力進入星界平面中和天啟對抗；但無奈天啟依然在各方面以一敵六穩佔上風。查爾斯呼籲琴釋放出她身體裡的強大潛能，讓她以鳳凰之力摧毀天啟的意志，眾X戰警聯手將天啟化為灰燼。孤立無援的靈蝶只能逃跑，而查爾斯最後恢復莫伊拉的記憶。
艾瑞克和琴聯手重建變種人校園，但艾瑞克最後還是拒絕查爾斯提議的留在學校的請求，而彼得最後並沒有告訴艾瑞克自己是他的兒子。瑞雯決定從此留在校園中訓練新一代的X戰警：史考特、奧洛羅、琴、寇特、與彼得。後來，一夥黑衣男子來到血流成河的亞克萊湖基地，拿走史崔克留下的一系列變種人實驗報告，其中包括激光手術以及X武器的血液樣本，最後將其帶回埃瑟克斯企業研究。

## 演員
| 演員                             | 角色                                                               | 詮釋 |
| 詹姆斯·麥艾維 James McAvoy       | 「X教授」查爾斯·賽維爾 Professor X / Charles Xavier                | X學院的校長，擁有地球上最強大的心靈能力，華盛頓事件後，重開學院訓練新的變種人學生。 能力：影像塑造、思想控制、心靈感應、記憶修改。                                     |
| 麥可·法斯賓達 Michael Fassbender | 「萬磁王」艾瑞克·藍歇爾 Magneto / Erik Lehnsherr                   | 天啟四騎士之「戰爭」。 世界上能力最強的變種人之一，與X教授亦敵亦友了數十年。 能力：控制金屬、磁場。                                                                    |
| 休·傑克曼 Hugh Jackman           | 「金鋼狼」詹姆士·「羅根」·豪利特 Wolverine / James "Logan" Howlett | 為了復仇而允許軍方將亞德曼金屬注入體內，成為「X武器」（Weapon X），能力從此變異為亞德曼金屬骨骼。 能力：再生、亞德曼鋼爪、感知。                                       |
| 珍妮佛·勞倫斯 Jennifer Lawrence  | 「魔形女」瑞雯·達克霍 Mystique / Raven Darkhölme                   | X教授的養妹，在第一戰之後加入了萬磁王的團隊成為對手，本集則協助查爾斯對抗天啟。可以任意改變形體，可變身為任何人。 能力：可任意變化成他人，容貌不隨年齡變化。           |
| 奧斯卡·伊薩克 Oscar Isaac        | 「天啟」恩·沙巴·奴爾 Apocalypse / En Sabah Nur                     | 世界首位變種人，是變種人的祖宗，亦是最強的變種人。誕生於公元3000年前的古埃及，因《未來昔日》的故事重啟而被喚醒並選出為他服侍的「天啟四騎士」，並且打算重塑這個新世界。 |
| 尼可拉斯·霍特 Nicholas Hoult     | 「野獸」漢克·麥考伊 Beast / Hank Macoy                             | X教授的夥伴，天才科學家。能力為極大的力量和敏捷的速度。外貌近似貓科動物，有藍色鬃毛，平時使用他自己調配的藥劑來壓抑能力和長相。                                        |
| 蘿絲·拜恩 Rose Byrne             | 莫伊拉·瑪塔格 Moira MacTaggert                                     | 中情局探員，曾經與X教授關係曖昧，之後記憶被他清除後，開始著手調查天啟的資料。                                                                                          |
| 伊凡·彼得斯 Evan Peters          | 「快銀」彼得·馬克西莫夫 Quicksilver / Peter Maximoff               | 竊盜慣犯，在過去協助羅根等人的一位變種人。擁有超音速的移動能力，連平時說話也很快，是萬磁王的親生兒子。 能力：超速移動，超絕感官。                                      |
| 泰·謝里丹 Tye Sheridan           | 「獨眼龍」史考特·桑瑪斯 Cyclops / Scott Summers                    | 「法官」亞歴克斯·桑莫斯的弟弟，能從戴著護目鏡的雙眼釋放出雷射光。正學習控制自己的能力。 能力：鐳射、空間感知。                                                         |
| 蘇菲·特納 Sophie Turner          | 「火鳳凰」琴·葛雷 Phoenix / Jean Grey                              | 擁有心靈感應和念力能力的變種人，也是X教授最強大的學生。隱藏着鳳凰之力，足以和天啟匹敵。 能力：擁有心靈、精神傳動力 / 念力移物。                                        |
| 奥利维亚·穆恩 Olivia Munn        | 「靈蝶」貝琪·布拉多克 Psylocke / Betsy Braddock                    | 天啟四騎士之「瘟疫」。手上拿着利刃以及產生能割斷任何東西的光刀。 能力：從手中製造出以光所構成的刀刃或是鞭子。                                                          |
| 寇帝·史密-麥菲 Kodi Smit-McPhee  | 「藍魔鬼」寇特·華格納 Nightcrawler / Kurt Wagner                   | 德國人，查爾斯的新學生之一。可隨意志瞬間轉移但只能到曾看過的地方。 |
| 雅莉珊卓·希普 Alexandra Shipp    | 「暴風女」奧洛羅·夢洛 Storm / Ororo Moonroe                        | 天啟四騎士之「飢荒」，但後來反叛天啟並與X戰警對付天啟。 擁有控制天氣的超能力，從冰風暴，到颶風的生成，很崇拜魔形女。 能力：飛行 / 氣候控制 / 能量感知。                |
| 盧卡斯·提爾 Lucas Till           | 「法官」亞歷克斯·桑瑪斯 Havok / Alex Summers                       | 獨眼龍的哥哥，能吸收環境中的輻射、電磁或熱等宇宙能量，並以紅色同心圓環狀從他的胸口或是手部放出。 能力：能量吸收、免疫、放射。                                          |
| 乔什·赫尔曼 Josh Helman          | 威廉·史崔克 William Stryker                                        | 陸軍上校，波利瓦·崔斯克的前助手，曾是金鋼狼在X計畫時的上司，畢生致力於保護人類免受變種人威脅。由於自己的變種人兒子對妻子所做的事情，導致對變種人有著極大的恨意。       |
| 班·哈迪 Ben Hardy                | 「天使」華倫·渥辛頓三世 Angel / Warren Worthington III             | 天啟四騎士之「死亡」。 在一場打鬥中失去翅膀後，接受變種人「天啟」的交易，獲得無堅不摧的金屬翅膀。                                                                      |
| 拉娜·康多 Lana Condor            | 「歡歡」李千歡 Jubilee / Jubilation Lee                            | 華裔變種人，能夠根據自己的意志從指尖製造、操控和爆破具有殺傷力的煙火和吸收它們；可抵擋心電感應，和獨眼龍、琴和藍魔鬼很要好。                                           |
| 托馬·勒瑪奎 Tómas Lemarquis      | 卡利班 Caliban                                                     | 患有白化症的變種人，擁有追蹤其他變種人的能力，被天啟脅迫追蹤其他變種人。                                                                                               |
| 史丹·李 Stan Lee                 | 史丹·李 Stan Lee                                                   | 客串。小鎮居民，和老婆一起看著飛彈往天空射去。 |

## 製作

### 發展
2013年12月，布莱恩·辛格宣布，《X戰警：未來昔日》的續集名為《X戰警：天啟》，並由賽門·金柏格、丹·哈里斯和麥可·多爾蒂編劇。據辛格所述，本集的重點都將放於變種人的起源。辛格表示，這將背景1983年代的《X戰警：第一戰》完成一三部曲。演員詹姆斯·麥艾維、麥可·法斯賓達、尼可拉斯·霍特、珍妮佛·勞倫斯、伊凡·彼得斯、盧卡斯·提爾以及蘿絲·拜恩和系列部分的原班人馬都將回歸演出。而獨眼龍、火鳳凰和暴風女也將現身於電影中。2014年11月24日，宣布奧斯卡·伊薩克將於電影中飾演反派"天啟"。2015年1月17日，宣布原版X教授演員派崔克·史都華、萬磁王演員伊恩·麥克連將不會現身於電影中。2015年1月22日，辛格於自己的推特上宣布，泰·謝里丹、蘇菲·特納和雅莉珊卓·希普將分別飾演年輕版的獨眼龍、火鳳凰和暴風女。2015年2月19日辛格宣布寇帝·史密-麥菲演出年輕版藍魔鬼。同年3月，珍妮佛·勞倫斯表示本片將會是自己飾演魔形女的最後一部。此外，拉娜·康多飾演歡歡，班·哈迪則飾演天使，靈蝶由奥利维亚·穆恩飾演。。

### 拍攝
電影於2015年4月27日在加拿大的蒙特婁正式開拍，全片使用數位3D攝影機拍攝。於2015年9月4日宣布殺青。此外，劇組還會在2016年1月時補拍一些鏡頭。

## 發行
本片定於2016年5月27日在美國發布。

### 評價
爛番茄新鮮度46%，基於347條評論，平均分為5.6/10，觀眾評價65%，Metacritic得分52，IMDB上得7.4分，評價兩極，大多批評反派的塑造不佳和劇情上的老調重彈。

### 票房
北美方面，據預測在亡兵紀念日至週末四天能獲得1.2億美元的票房。但北美首映週末三天累積票房卻僅有6500萬美元，比預期的8000萬低上一截。
中国大陆方面，首周3天取得3.8亿人民币居冠，次周获得2.6亿居亚军，最终票房8.0億人民币。
台灣方面，首日票房為新台幣2100萬元；首週五天票房為新台幣1.25億元；次週票房累計至新台幣1.78億元；第三週票房累計至新台幣2.09億元；最終全台票房為新台幣2.25億元。
| 上一届： 《憤怒鳥玩電影》                | 2016年美國週末票房冠軍 第22周     | 下一届： 《忍者龜：破影而出》 |
| 上一届： 《美國隊長3：英雄內戰》         | 2016年台灣週末票房冠軍 第21-22周  | 下一届： 《忍者龜：破影而出》 |
| 上一届： 《美國隊長3：英雄內戰》         | 2016年台北週末票房冠軍 第21-22周  | 下一届： 《忍者龜：破影而出》 |
| 上一届： 《美國隊長3：英雄內戰》         | 2016年香港一週票房冠軍 第20-21週  | 下一届： 《魔幻森林》         |
| 上一届： 《爱丽丝梦游仙境2：镜中奇遇记》 | 2016年中国大陆一周票房冠军 第23周 | 下一届： 《魔兽》             |

## 續集
2016年5月，賽門·金柏格表示，未來的《X戰警》電影將設定於1990年代，並談到想重拍黑鳳凰傳奇。辛格表示，自己將不再執導該系列，但仍有回歸的機會。2016年11月9日，金伯格向《好萊塢報導》表示，下一部《X戰警》電影將會是個軟重啟，他仍繼續參與劇本，而珍妮佛·勞倫斯、麥可·法斯賓達、尼可拉斯·霍特和詹姆斯·麥艾維仍樂觀性的能夠繼續出現。
Production Weekly報導，下一部《X戰警》電影定名為《X戰警：超新星》（X-Men: Supernova）。2017年2月，蘇菲·特納透露，下一部電影的製作很快就會開始。電影最快有望於2017年夏季開拍，且據傳，金柏格有望擔任導演，成為他的導演處女作。後來，金柏格表示，《X戰警：超新星》並非正名。

## 備註
1. ↑  依照電影上映順序。
2. ↑  依照電影上映順序。

## 外部連結
- 互联网电影数据库（IMDb）上《X戰警：天啟》的资料（英文）
- Box Office Mojo上《X戰警：天啟》的資料（英文）
- Metacritic上《X戰警：天啟》的資料（英文）
- 爛番茄上《X戰警：天啟》的資料（英文）
- AllMovie上《X戰警：天啟》的资料（英文）
- 開眼電影網上《X戰警：天啟》的資料（繁體中文）
- 时光网上《X戰警：天啟》的資料（简体中文）
- 豆瓣电影上《X戰警：天啟》的資料 （简体中文）